# باشگاه فوتبال هنول تاون
باشگاه فوتبال هنول تاون (به انگلیسی: Hanwell Town Football Club) یک باشگاه فوتبال در شهر هنول، کشور انگلستان است که در سال ۱۹۲۰ میلادی تأسیس شده‌است.